# Gouvernement Siimann
 (août 2023).
Si vous disposez d'ouvrages ou d'articles de référence ou si vous connaissez des sites web de qualité traitant du thème abordé ici, merci de compléter l'article en donnant les références utiles à sa vérifiabilité et en les liant à la section « Notes et références ».
République d'Estonie
Vähi III Laar II
Le gouvernement Siimann (en estonien : Mart Siimanni valitsus) est le gouvernement de la république d'Estonie entre le 17 mars 1997 et le 25 mars 1999, durant la VIIIe législature du Riigikogu.
Il est dirigé par le nouveau Premier ministre libéral Mart Siimann et repose sur une coalition quadripartite minoritaire entre le Koon, l'EME (EME), l'ETRE et l'AP. Il prend la suite du gouvernement Vähi III et reste en fonction jusqu'à la fin de la législature, deux ans plus tard. Il est alors remplacé par le gouvernement Laar II.

## Historique du mandat
Dirigé par le nouveau Premier ministre libéral Mart Siimann, ce gouvernement est constitué par une coalition centriste entre le Parti de la coalition d'Estonie (Koon), le Parti populaire paysan d'Estonie (EME), le Parti paysan d'Estonie (ETRE) et le Parti du développement (AP). Ensemble, ils disposent de 41 députés sur 101, soit 40,6 % des sièges du Riigikogu.
Il est formé à la suite de la démission de Tiit Vähi, au pouvoir depuis avril 1995.
Il succède donc au gouvernement Vähi III, constitué et soutenu par le Koon et l'EME.
Affaibli au sein du Parti de la coalition après avoir perdu le soutien du Parti de la réforme (ERE), Tiit Vähi remet sa démission au président Lennart Meri le 25 février 1997. Celui-ci confie deux jours plus tard à Mart Siimann, président du groupe parlementaire du Koon, le soin de constituer une nouvelle équipe. Une mission qu'il remplit en trois semaines, formant ainsi un gouvernement minoritaire.
Lors des élections législatives du 7 mars 1999, le Parti du centre (EKE) s'impose comme première force politique mais ne peut gouverner, faute d'alliés. Le Parti de la coalition est réduit à seulement sept parlementaires et ne peut prétendre continuer à diriger l'exécutif. Mart Laar, ancien Premier ministre et président de l'Union de la patrie (IL), se voit confier la tâche de former un nouveau cabinet. S'associant avec l'ERE et le Parti populaire modéré (RM), il forme ainsi le gouvernement Laar II.

## Composition
| Fonction                                      | Titulaire | Titulaire                                                                  | Parti |
| --------------------------------------------- | --------- | -------------------------------------------------------------------------- | ----- |
| Premier ministre                              |           | Mart Siimann                                                               | Koon  |
| Ministre de l'Éducation                       |           | Mait Klaasen                                                               | Sans  |
| Ministre de la Justice                        |           | Paul Varul                                                                 | Koon  |
| Ministre de la Défense                        |           | Andrus Öövel                                                               | Koon  |
| Ministre de l'Environnement                   |           | Villu Reiljan                                                              | EME   |
| Ministre de la Culture                        |           | Jaak Allik                                                                 | Koon  |
| Ministre des Affaires économiques             |           | Jaak Leimann                                                               | Sans  |
| Ministre de l'Agriculture                     |           | Andres Varik                                                               | EME   |
| Ministre des Finances                         |           | Mart Opmann                                                                | Koon  |
| Ministre de l'Intérieur                       |           | Riivo Sinijärv (jusqu'au 29/04/1997) Robert Lepikson (jusqu'au 28/01/1998) | Koon  |
| Ministre de l'Intérieur                       |           | Olari Taal                                                                 | Sans  |
| Ministre des Affaires sociales                |           | Tiiu Aro                                                                   | Koon  |
| Ministre des Transports et des Communications |           | Raivo Vare (jusqu'au 25/03/1999)                                           | Sans  |
| Ministre des Affaires étrangères              |           | Toomas Hendrik Ilves (jusqu'au 14/10/1998)                                 | ETRE  |
| Ministre des Affaires étrangères              |           | Raul Mälk                                                                  | Sans  |
| Ministre sans portefeuille                    |           | Andra Veidemann                                                            | AP    |
| Ministre sans portefeuille                    |           | Peep Aru                                                                   | Koon  |